# Willowbrook (Kalifornia)
Willowbrook – miejscowość spisowa w Stanach Zjednoczonych, w stanie Kalifornia, w hrabstwie Los Angeles. Wchodzi w skład obszaru metropolitalnego Los Angeles.